# Geraldo Fernandes Bijos
Dom  Geraldo Fernandes Bijos , CMF (Contagem, 1 de fevereiro de 1913 - São Paulo, 29 de março de 1982) foi um bispo católico, arcebispo metropolitano de Londrina

## Biografia
Nasceu em Contagem (MG), 1º de fevereiro de 1913, filho de Virgilato Fernandes Bijos e Maria José Moreira. Órfão de pai aos nove anos teve de ajudar na manutenção da família. Foi coroinha no Santuário de Lourdes em Belo Horizonte e ingressou na Escola Apostólica dos Padres Claretianos. Em Guarulhos fez seus estudos secundários e sua primeira profissão religiosa no dia 10 de fevereiro de 1929, na congregação dos Filhos do Coração de Maria.
Depois de estudar filosofia em Rio Claro, começou a cursar teologia em Curitiba. Antes de terminar a teologia foi enviado a Roma, para concluir o curso na faculdade Angelicum. Foi ordenado sacerdote em 25 de outubro de 1936 em Roma e celebrou sua primeira missa nas catacumbas. Já sacerdote, matriculou-se na Universidade Lateranense onde cursou direito romano e canônico. Fez também um curso de arquivista na Biblioteca do Vaticano. Em Roma, conviveu na casa claretiana da via Giulia com três eminentes canonistas, entre os quais Arcádio Larraona, mais tarde cardeal e prefeito da Congregação dos Religiosos.
De volta ao Brasil, Dom Geraldo foi professor de teologia moral e direito canônico em Curitiba; diretor da revista Ave Maria, reitor do Studium Theologicum de Curitiba e vice-provincial dos Padres Claretianos. Foi pregador sempre solicitado de retiros para o clero e comunidades religiosas. Organizou o primeiro congresso de religiosos do Brasil, em 1954, do qual nasceu a Conferência dos Religiosos do Brasil, de cuja diretoria tomou parte. Foi também fundador e assistente da JUC em Curitiba e participou do grupo fundador do CELAM.

## Episcopado
Em 1956, foi nomeado pelo papa Pio XII, primeiro bispo de Londrina. Sagrado em São Paulo em 13 de janeiro de 1957, assumiu a diocese em 17 de fevereiro do mesmo ano. No dia 24 de novembro de 1970 foi elevado a condição de arcebispo desta arquidiocese. Ofereceu grande contribuição à Igreja do Brasil, como membro atuante da CNBB, na qual ocupou durante um período a função de vice-presidente.
Dom Geraldo apoiou e incentivou o espírito acadêmico em Londrina. Apoiou a criação das primeiras faculdades da cidade, como as de Filosofia, Direito e Odontologia. Para o curso de Odontologia, cedeu por um período as instalações nos fundos da Catedral, para serem utilizadas como salas de aula para a faculdade. Por incentivo de Dom Geraldo foi criada a Universidade Estadual de Londrina (UEL). O arcebispo ainda participou ativamente da fundação do Instituto Agronômico do Paraná (IAPAR).
Fundou a Congregação das Missionárias de Santo Antônio Maria Claret, juntamente com Madre Leônia Milito, em 1958.

### Ordenações episcopais
Dom Geraldo foi o principal sagrante do bispo:
- Dom Luiz Colussi

Foi um dos co-consagrantes dos seguintes bispos:
- Dom Armando Círio
- Dom Albano Bortoletto Cavallin
- Antônio Agostinho Marochi

## Morte
Faleceu no dia 29 de março de 1982, em consequência de problemas cardíacos, após entrar em coma durante uma cirurgia e passar 33 dias desacordado, no Hospital do Coração, em São Paulo.
No seu Testamento Espiritual, que escreveu em 25 de novembro de 1978, lê-se:
“Se Deus, na sua infinita misericórdia, me der vida e saúde por mais tempo, espero poder ir trabalhar na África, no começo do ano próximo como missionário. Penso até em ser coadjutor do padre claretiano que reside solitário na Ilha do Príncipe, em São Tomé. Espero, para isso, só a última palavra dos meus Superiores. Eu acredito que este mundo pode ser e ainda será muito feliz. Isso só depende de nós!”
Em 2014, recebeu, da Universidade Estadual de Londrina, o título de Doutor Honoris Causa (in memoriam)